# Dioxigenil
El catión dioxigenil O
2+ es un oxicatión bastante raro en el que cada átomo de oxígeno está en el estado de oxidación +12. Se deriva formalmente de la molécula de oxígeno de la que se ha extraído un electrón:
O2 → O2++ e-
La energía de ionización correspondiente es particularmente alta, alrededor de 1.165 kJ mol-1.
El ión dioxigenil tiene un enlace de orden 2,5 y longitud 112,3 pm medido en  el hexafluoroarsanato de dioxigeno O
2[AsF
6]. Tiene el mismo número de electrones de valencia que el óxido nítrico NO. Su energía de enlace es 625.1 kJ mol-1.
Este catión tuvo un papel fundamental en la síntesis del primer compuesto covalente de un gas noble, el hexafluoroplatinato de xenón (XePtF6), en 1962. El hexafluoruro de platino (PtF6) reacciona con el oxígeno O2 para dar el hexafluoroplatinado de dioxigenilo (O2PtF6) :
O2 + PtF6 → O2PtF6
La interacción de PtF6 con O2 da como resultado un sólido naranja, O2PtF6, isomorfo con el compuesto KPtF6, que contiene el ion paramagnético O2+. Esta reacción tuvo importancia, puesto que condujo a Neil Bartlett al tratamiento de PtF6 con Xenón. Se conocen algunas sales diferentes del ion O2+.

## Formación del ion dioxigenilo O2+
La formación de esta especie diatómica con una carga positiva, identificada por procedimientos espectroscópicos, implica la pérdida de un electrón de la molécula neutra O2. Este hecho trae como consecuencia una disminución en la longitud del enlace de 1,21 Å, a 1,12 Å, un aumento de la energía de enlace de 118kcal/mol a 149 kcal/mol y un aumento del orden de enlace de 2 a 2½, conservándose también en esta especie las propiedades paramagnéticas. Estos datos indican un aumento en la fuerza de enlace en el ion dioxigenilo, comparado con la molécula neutra.

## Oxigenilos
Los únicos compuestos iónicos donde el catión dioxigenilo se estabiliza son aquellos cuyos aniones son poco oxidables, como el hexafluorplatinato (V), que da lugar a O2PtF6; también el O2BF4 , y el O2GeF5; o el O2RhF6, muy volátil e hidrolizable en agua. 
Policationes cíclicos, divalentes, del resto de los elementos ( Sn2+, Sen2+, Ten2+) , donde n = 4,6,8,10,16,...se obtienen por disolución de Azufre, Selenio o Teluro en sulfúrico fumante (H2SO4 con SO3 disuelto). 
El número de enlaces covalentes máximo que puede formar el oxígeno es 2; el Azufre y Selenio hasta 6, y el Teluro hasta 8. Esto está de acuerdo con el hecho de que el carácter metálico aumenta al descender en el grupo. También aumenta la posibilidad de formación de complejos del tipo MBr6=:  SeBr6=, TeBr6=, PoBr6=, PoI6=, ...